# 330 Адальберта
330 Адальберта (330 Adalberta) — астероїд головного поясу, відкритий 2 лютого 1910 року Максом Вольфом у Гейдельберзі.
Спочатку відкриття цієї планети приписувалося на здійснене 18 березня 1892 року Максом Вольфом у Гейдельберзі спостереження об'єкта 1892 X. Лише одна інша позиція була отримана 20 березня, але з отриманих даних орбіти цей об'єкт не спостерігався жодного іншого разу. У 1982 році було показано, що ці спостереження вказують на зірку і що, таким чином, об'єкт 1892 X не існує. Пізніше того ж року позначення 330 Адальберта було назначено малій планеті A910 CB, яка також була відкрита Максом Вольфом, але помилково отримала номер 783 Нора тож її було перенумеровано.